# 4807 Noboru
4807 Noboru este un asteroid din centura principală, descoperit pe 10 ianuarie 1991 de Takao Kobayashi.